# Quinoxyfen
Quinoxyfen ist eine chemische Verbindung aus der Gruppe der Chinoline.

## Gewinnung und Darstellung
Quinoxyfen kann durch mehrstufige Reaktion ausgehend von 2,4-Dichloranilin, Zyklisierung und spätere Reaktion mit Phosphorylchlorid und 4-Fluorphenol gewonnen werden.

## Eigenschaften
Quinoxyfen ist ein beiger Feststoff, der praktisch unlöslich in Wasser ist. Es ist im Dunkeln und in neutralen und basischen Lösungen stabil.

## Verwendung
Quinoxyfen wird als Wirkstoff in Pflanzenschutzmitteln verwendet. Es wird als Fungizid zum Schutz gegen Mehltau bei einer Vielzahl von Nutzpflanzen verwendet. Die Verbindung wird von Dow AgroSciences vermarktet. Die Wirkung beruht auf der Beeinflussung der Signaltransduktion in den Pilzen. Quinoxyfen hemmt die G-Proteine, womit Hyphen bis zum Aufbrauchen der Nährstoffe auf der Oberfläche entlang wachsen, ohne eine geeignete Stelle zum Eindringen in die Epidermis zu finden.

## Zulassung
In Europa beantragte Dow Elanco im August 1995 eine Zulassung. In der Europäischen Union wurde Quinoxyfen schließlich 2004 für Anwendungen als Fungizid zugelassen.
Die EWR-Mitgliedstaaten mussten jedoch bis spätestens am 27. Juni 2019 die Zulassungen für Pflanzenschutzmittel, die Flurtamon als Wirkstoff enthalten, widerrufen. Eine Aufbrauchfrist von maximal neun Monaten wurde gewährt.
Auch in der Schweiz sind Pflanzenschutzmittel mit diesem Wirkstoff nicht mehr zugelassen.
Quinoxyfen ist als „prioritärer gefährlicher Stoff“ in Anhang X der europäischen Richtlinie 2000/60/EG (Wasserrahmenrichtlinie) aufgeführt.